# كولن هودجكينسون
كولن هودجكينسون (بالإنجليزية: Colin Hodgkinson)‏ هو عازف جاز وعازف قيثارة بريطاني، ولد في 14 أكتوبر 1945 في بيتربرة في المملكة المتحدة.

## وصلات خارجية
- كولن هودجكينسون على موقع IMDb (الإنجليزية)
- كولن هودجكينسون على موقع ميوزك برينز (الإنجليزية)
- كولن هودجكينسون على موقع ديسكوغز (الإنجليزية)